# ジャニーズ事務所 過去のバックバンド
ジャニーズ事務所 過去のバックバンド（ジャニーズじむしょ かこのバックバンド）では、過去に芸能事務所ジャニーズ事務所内に存在したバックバンド、および、業務提携での専属バックバンドを取り挙げる。
- なお、過去のJr.のグループは「ジャニーズJr.解散グループ (1990年以前)」・「ジャニーズJr.解散グループ (1990年以降)」・「ジャニーズJr.解散グループ (2000年以降)」、その他関連グループは「ジャニーズ関連企画ユニット」・「ジャニーズ関連OBユニット」、個人については「過去のジャニーズ所属者」の項目をそれぞれ参照。

## ジャニーズ・ジュニア
最初期のジャニーズJr.。ジャニーズのバックバンドとして1963年に結成。ジャズ喫茶などでのライブ活動もしていた。
メンバー
- 嶺のぼる （ギター）

バンド名が「嶺のぼるとジャニーズ・ジュニア」名義になった時期もあった。
- 田中清司（ドラム）

後に渡辺プロダクションへ所属。数多くのバンドでプレイした後、スタジオ・ミュージシャンになり、トップ・プレイヤーとして活躍。
- 穂口雄右（オルガン）

途中で一時参加。 1966年に渡辺プロダクションへ所属。「アウト・キャスト」、「津々美洋とオールスターズ・ワゴン」といったバンドで活動後、編曲家（筒美京平作品等）・作曲家（キャンディーズの「年下の男の子」「春一番」等）に転身。その後は音楽学校を経営。
- 井上肇、西原高泰、清瀬ジュン　他

## アニメーション
「ジャニーズ・ジュニア」や、「ハイソサエティー」出身のメンバーたち6名で、1973年に結成。1970年代後半まで、フォーリーブスや郷ひろみ、葵テルヨシ、豊川誕、JJSのバックバンドとして活動した。　ドラムの長沢悟が最初に脱退し、郷ひろみと共にバーニングプロダクションへ移籍。 その後も脱退、メンバーチェンジ等が繰り返し行われた。
メンバー
- 佐山真市（ドラム）、小野義広（ギター）、ケンちゃん（オルガン、ピアノ）
- 小池つとむ（ベース）

後に「ロッドサークル」というバンドを結成し、ボーカルを担当した。
- 阿部吉剛（オルガン、ピアノ）

愛称・アベちゃん。1980年代初頭から1994年まで「佐野元春&THE HEARTLAND」のメンバーとして活躍した。
- 徳永じゅん（ドラム）

本名・徳永淳。愛称・徳ちゃん。1954年8月4日生まれ。長崎県出身。「中井昭・高橋勝とコロラティーノ」、「スーパーエイジス」を経て、アニメーションに加入した。 1977年には、事務所の先輩である「ハイソサエティー」の峯井貴史と共に、「黒沢明とロス・プリモス」に加入し、コーラス&ドラムを担当。名前も本名の「徳永淳」に改名した。また、「とんちんかんず」というバンドのリーダーとしても活動しており、そちらでは昔の芸名「徳永じゅん」を名乗っている。
- 他数名…

脱退メンバー
- 西原高泰（上記「ジャニーズ・ジュニア」の元メンバー）
- 長沢悟（ドラム）

バーニングへ移籍後は「長沢さとる」に改名し、「スーパー・ジェッツ」 （元・「フォー・ジェッツ」）という郷ひろみの専属バックバンドのドラムとして活躍。 その後は、野口五郎のバックドラムとして活動していた。 再結成後のフォーリーブスのバックでドラムを担当していた村田勝美が、2006年2月18日のコンサートを急病で欠席した際、急遽長沢が助っ人として代役を務めた。 その縁で、後に長沢は「ハイソサエティー」出身の杉征夫らと共に、フォーリーブスのバックバンド「To-Da Five」の専属メンバーとなった。 尚、元「ANKH」の長谷部徹とは、かつて長沢の代理ドラマーを頼んでいた時期もあり、親交が深い。

## サウンド・リーブス
フォーリーブスのバックバンド。1974年頃に、上記のグループ「アニメーション」と共に活動していた。
メンバー不明

## ジョーズ
豊川誕のステージ用バンド。5人編成。
メンバー不明

## 村田勝美&ハイクエッチョンズ
1976年2月にレコードデビューしたバンド「クエッション」が発展し、田原俊彦の専属バックバンドとして、1979年に「村田勝美&クエスチョンズ」の名で結成。その後「村田勝美&クエッチョンズ」に改名、更に「村田勝美&ハイクエッチョンズ」へと改名していった。　メンバー数は6人構成が基本だったが、コンサートの時には十数名ものメンバーになった。
参加メンバー
- 村田勝美（リーダー、ドラム）
- 実川しげる（リードギター）（じつかわ しげる。 愛称・じっちゃん）
- 山本雅史（キーボード）

元・バーニングプロダクション所属で、郷ひろみのバックバンド「スーパー・ジェッツ」のメンバーだった。
- 脇山剛（キーボード）

後に小柳ルミ子のバックバンドメンバーに。また、1994年に結成された「加山雄三&ハイパーランチャーズ」のメンバーでもある。
- 松原秀樹（ベース）（1982年のANKH解散時からの加入）
- 曽我泰久（リズムギター）（1982年のANKH解散時からの加入）
- 他多数…

## D・W・B2
田原俊彦の第2期専属バックバンド。 D・W・B²とは「Dancing With Big Boys」の略で、1984年5月から田原に付いた。
メンバー不明

## ライターズ
近藤真彦の最初の専属バックバンド。前身は、1979年3月21日に『ヒーローズ・ギフト』という曲でレコードデビューした「HERO」という本格的なロックバンド。そのHEROのマネージャーが、近藤のレコード会社にヘッドハンティングされた関係で、バックバンドへと招聘された。 バンド名の由来は、当時人気だった沖田浩之のあだ名が“ヒロ”だったため、「ヒロ」と「HERO」で被ってしまうという事で、社長のジャニー喜多川が「マッチだから、ライターにしちゃいなよ!」の一言で「ライターズ」に決定された。
メンバー
- 牧野哲人（まきの てつひと。愛称・マッキー。バンドリーダー&ギター。「マーシャン・ロード」というバンドの出身）
- 長沢ヒロ（本名：長沢博行。ベース。「あんぜんバンド」や「バーズ・アイ・ヴュー」の出身。東洋大学卒業）
- 吉田建（よしだ けん。愛称・ケンちゃん。ギター）[要出典]
- 伊藤真視（いとう まさみ。愛称・マサミ。ドラム。後に尾崎豊、岡村靖幸、谷村有美らのドラムに）
- ホッピー神山（キーボード）

## ダブルス
近藤真彦の第2期専属バックバンドとして1980年代前半に活動。日本武道館コンサートなどを盛り上げた。 バンドの解散時には、「解散しないで欲しい」というファンたちの署名が1万人も集まった程の人気があった。
第1期メンバー
- 牧野哲人 （バンドリーダー&ギター）
- 甲斐完司 （かい かんじ。愛称・カンジ。ギター。後に尾崎豊、AKB48らのギターに）
- 寺坂英人（てらさか ひでと。愛称・テラ。ベース）
- 津野剛司 （愛称・ゴージ。ベース。後に「つのごうじ」に改名し、多くのアニメソングを制作。ミュージシャンの津野米咲は長女）
- 柿崎洋一郎（かきざき よういちろう。愛称・カキちゃん。キーボード）
- 田口智治（たぐち ともはる。愛称・チューさん。キーボード。後に「C-C-B」のメンバーに）
- 伊藤真視（ドラム）

第2期メンバー
- 牧野哲人（バンドリーダー&ギター）
- 瀬戸谷芳治（せとや よしはる。愛称・セットン。キーボード）
- 甲斐完司（ギター）　寺坂英人（ベース）
- 伊藤真視（ドラム）

## YAMATO
近藤真彦の第3期専属バックバンドとして活躍。 1994年3月 - 4月に行われた諸星和己の初ソロツアーにも付いた。メンバーは流動的だった。 
第1期メンバー
- 伊藤真視（バンドリーダー。ドラム）
- 加賀谷文靖、古屋雅之、中西哲郎、瀬戸谷芳治（キーボード）、石井大作（サックス）

第2期メンバー
- 小林涼（ギター。現在は「悶悶歌楽団」というバンドのバンマス）
- 瀬戸谷芳治（キーボード。後に佐藤アツヒロのバックバンドメンバーに）
- 望月誠人（もちづき まさと。愛称・づっきー。トロンボーン。1988年 - 1992年の5年間参加。更に2006年からも再参加）
- 金山徹（サックス、キーボード。1991年からの参加）
- 依知川伸一（ベース）、平石正樹（ドラム）、直井秀樹（コーラス）、石井大作（サックス）

## シブ楽器隊
シブがき隊のバックバンドとして活躍。当初バンド名はララバイだったがジャニーさんの命名でシブ楽器隊に変更になった、結成時のバンドメンバーは6名だったが、入れ替えや補強などかなり流動的で、最終的には15名近くのメンバーが参加した。 途中で芳本美代子、中村由真、後期には光GENJIのバックバンドとしても活動していた。
メンバー
- 龍野茂（リーダー。愛称・タッチン、タッチン社長）
- 吉沢賢一（セカンドギター。愛称・ケンちゃん）
- 葛口雅行（ベース。愛称・くず、くずちゃん）シブがき隊解隊後、中森明菜、早見優、荻野目洋子、ribbonなど多くのアーティストに作曲提供、「スシ食いねェ！」の原曲を作曲。その後ソニー・エンタテインメントに入社、郷ひろみの「言えないよ」「逢いたくてしかたない」など数多くの楽曲をプロデューサーとして制作した。
- 黒河孝弘
- 近藤裕信（キーボード。愛称・コンちゃん）
- 前崎史郎（キーボード。愛称・ゴローちゃん。由来は野口五郎に似ていた為。1987年からは「remote」のメンバーに）
- 原田幸盛（キーボード）
- 村田利秋（キーボード、サックス。愛称・ちゃいちー。由来は小柄だったから）
- ?? （初代ドラム）
- 近沢（2代目ドラム。愛称・タイガー）
- 小森啓資（三代目ドラム。こもり けいすけ。愛称・マンちゃん。1964年7月5日生まれ。後に大江千里のバックや、難波弘之率いる「センス・オブ・ワンダー」、「クライズラー&カンパニー」の後期のサポートドラマー、さらには是方博邦率いる「野獣王国」やプログレッシブ・ロックバンドの「KENSO」などで活動）
- 山本雄一（4代目ドラム、1987年の『反逆のアジテイション』から参加）
- 古賀弘史 (キーボード。解散の年に参加。解散後には本木のソロライブにも参加）
- BON新村（パーカッション。愛称・ボンちゃん。シブがき隊のシングル曲『喝!』の時から加入）
- 倉富義隆（サックス。1962年生まれ、福岡県出身。後に小比類巻かほるのアレンジやサポート、矢沢永吉のサポートなどで活動）
- 遠藤由美（コーラス。後に松任谷由実、吉田拓郎などのツアーメンバーも務めた）
- 市川ゆかり（コーラス）
- 他数名

## BOYZ
元「BOYS」。少年隊の専属バックバンドで、1987年8月から付いている。　武蔵野音楽大学出身の金山徹を中心に結成された。 バンド名はジャニー喜多川が命名。 メンバーは流動的で、延べ25名近くのメンバーが参加している。
参加メンバー
- 金山徹（リーダー、愛称・かなぴー。サックス、パーカッション、キーボード）
- ギター
  - 牧野哲人、すなちゃん、清水一雄、入江宏冶、宮越智也
- ベース
  - 岩城望、早川司
- ドラム
  - 中井正剛（なかい せいごう。愛称・ごっちん。ドラム）、岡田典之、小川
- キーボード
  - 北村仁志、丹野義昭、鈴木正将（すずき ただすけ）、水野久興、醍醐ひろみ
- パーカッション
  - 船越敬司（パーカッション、愛称・KG。ジャニーズタレントの作詞・作曲、洋楽の訳詞も担当）、石川雅康
- コーラス
  - MILK、浅野房子、高原裕枝、伊藤はる江、斉藤典子

## Shima-Uma-Horns
少年隊専属のブラスセクションで、1989年 - 1991年に付いていた。バンド名は、上記「BOYZ」のリーダー・金山徹が命名。メンバーは流動的。
参加メンバー
- 有沢健夫（トランペット）、木村葵（トランペット）、五反田靖（トランペット）、望月誠人（トロンボーン）、野村裕幸（トロンボーン）

## （光GENJIのバックバンド）
光GENJIの1988年夏のコンサートツアー時に組まれたバックバンド。しかし実際に演奏はしておらず、あくまで楽器を持って当て振りをするだけの即席バンド。その為、バンド名も特に無かった。 尚、3人ともSMAPの前身グループ「スケートボーイズ」の出身者。
メンバー
- 東昌孝（リーダー。ベース。愛称「オズ」・「大将」）、岩佐克次（ギター）、岡田賢一郎（キーボード）

## TOKIO BAND
1989年結成。光GENJIやSMAPのバックを担当した。結成当初は「城島茂バンド（通称・ジョーバンド）」という名前だった。「TOKIO」の前身的グループ。
メンバー
- TOKIO
  - 城島茂（リーダー、リードギター）、山口達也（ベースギター）

サポートメンバー
- 事務所退社
  - 渡辺一久（リズムギター、当時ジャニーズJr.）

## スマ楽器隊
SMAPの専属バックバンド。 1997年夏のSMAPのコンサートツアー「ス」より活動を開始。
メンバー
- 中井正剛（ドラム）、渡辺こうすけ（ギター&ベース）、鈴木正将（すずき ただすけ。キーボード）、船越敬司（サックス&パーカッション）、宮田耕希（ギター。2006年2月14日からは近藤真彦のバックも担当）

## RPV
堂本剛が2002年から開始したソロ活動に併せて結成。 2002年のファーストLIVEツアー『LIVE ROSSO E AZZURRO』にてバックを務めた。
メンバー
- 牧野哲人（バンドリーダー、ギター）、山崎文一朗（キーボード、愛称「文ちゃん」、赤坂晃のバックバンド出身）、宮田耕希（ギター）、宮崎裕介（キーボード） 他多数

## Fuke-Cen Band
V6、及び20th Centuryの専属バックバンド。 旧バンド名「フケセン商会」。
バンドメンバー（2003年）
- 牧野哲人（バンドリーダー、ギター、コーラス）　船越敬司（パーカッション、コーラス）　中井正剛（ドラム）　本杉光司（ベース、愛称「こうちゃん」）　山崎文一朗（キーボード）

バンドメンバー（2005年11月 - 12月）
- 入江宏治（ギター）、宍倉聖悟（ギター）、山崎文一朗（キーボード）、土屋英範（キーボード）、本杉光司（ベース）、中井正剛（ドラム）、柳田謙二（パーカッション、2006年2月14日の1日のみ近藤真彦のバックも担当）

ホーンセクション「Zuckey Horns」のメンバー
- 望月誠人（リーダー、トロンボーン、コーラス、愛称「ヅッキー」、渡辺尚仁（トランペット、コーラス、愛称「ナベ」）、大堰邦郎（サックス、コーラス、愛称「クニオ」）

## Chocolate Dandy's
ジャニーズ事務所の専属バンドマンの精鋭たちが集い、2003年に結成。愛称は「チョコダン」。
独自に、ギャグとオリジナル楽曲、カバーのセンスあるライヴを行っている。
2008年、5年振りに、トニセンツアーに本名で参加している。
バンドメンバー
- 牧野哲人（バンドリーダー、ギター、ボーカル）近藤真彦、堂本剛等をサポート。
- 船越敬司（パーカッション、ボーカル）SMAP、20th Century等をサポート
- 本杉光司（ベース）山根康広、20th Century等をサポート
- 山崎文一朗（キーボード）堂本剛、20th Century等をサポート
- 中井正剛（ドラム）少年隊、SMAP等をサポート
- 望月誠人（トロンボーン、コーラス）近藤真彦、小柳ゆき等をサポート
- 渡辺尚仁（トランペット、コーラス）CHAGE and ASKA、赤坂晃等をサポート
- 大堰邦郎（サックス、コーラス）錦織一清、20th Century等をサポート

## 東京ハニーボーイズ
2009年の20th Centuryコンサートツアーのツアータイトル「Honey Honey Honey」のバックバンド。
メンバーは前年の「Chocolate Dandy's」とほぼ変わらない。
バンドメンバー
- 望月誠人（バンドリーダー、トロンボーン、コーラス）
- 中井正剛（ドラム）
- 船越敬司（パーカッション、コーラス）
- 本杉光司（ベース）
- 宍倉聖悟（ギター、コーラス）
- 北沢さとる（ギター、コーラス）
- 山崎文一朗（キーボード）
- 渡辺尚仁（トランペット、コーラス）
- 大堰邦郎（サックス、コーラス）

## Zuckey Horns
トロンボーンの望月誠人（ヅッキー）がリーダーのホーンセクションで、アーティストによっては若干のメンバーチェンジがある。
また、上記「Fuke-Cen Band」のホーンセクションでもある。
20th Centuryのコンサートツアーでのサポートホーンセクション。
（2003年4月 - 6月）
- 望月誠人（ヅッキー）（Trombone）/渡辺尚仁（ナベさん）（Trumpet）/大堰邦郎（Sax）

（2008年3月 - 5月）
- 望月誠人（ヅッキー）（Trombone）/渡辺尚仁（ナベさん）（Trumpet）/大堰邦郎（Sax）

（2009年2月 - 5月）
- 望月誠人（ヅッキー）（Trombone）/渡辺尚仁（ナベさん）（Trumpet）/大堰邦郎（Sax）

V6のコンサートツアーでのサポートホーンセクション。
（2005年11月 - 12月）
- 望月誠人（ヅッキー）（Trombone）/渡辺尚仁（ナベさん）（Trumpet）/大堰邦郎（Sax）

TOKIOのコンサートツアーでのサポートホーンセクション。
（2004年9月）
- 望月誠人（ヅッキー）（Trombone）/渡辺尚仁（ナベさん）・田中基博（Trumpet）/小林哲雄（Sax）

（2005年2月 - 3月）
- 望月誠人（ヅッキー）（Trombone）/渡辺尚仁（ナベさん）（Trumpet）/大堰邦郎（Sax）

（2006年2月 - 3月）
- 望月誠人（ヅッキー）（Trombone）/渡辺尚仁（ナベさん）・田中基博（Trumpet）/大堰邦郎（Sax）

（2008年3月,8月）
- 望月誠人（ヅッキー）(Trombone)/渡辺尚仁（ナベさん）・遠山拓志(Trumpet)/村瀬和広(Sax)

（2009年9月 - 10月）
- 望月誠人（ヅッキー）（Trombone）/渡辺尚仁（ナベさん）・阿久澤一哉（Trumpet）/大堰邦郎（Sax）

近藤真彦のコンサートでのサポートホーンセクション。
（2006年2月）
- 望月誠人（ヅッキー）（Trombone）/佐久間勲（Trumpet）/小林哲雄（Sax）

（2007年2月）
- 望月誠人（ヅッキー）（Trombone）/佐久間勲（Trumpet）/村瀬和広（Sax）

（2008年2月）
- 望月誠人（ヅッキー）（Trombone）/佐久間勲・渡辺尚仁（ナベさん）（Trumpet）/村瀬和広（Sax）

（2010年2月）
- 望月誠人（ヅッキー）（指揮・Trombone）/佐久間勲・渡辺尚仁・牧原正洋（Trumpet）/宮内岳太郎・霜田裕司・朝里勝久（Trombone）/向井志門・副田整歩・村瀬和広・長島一樹（Sax）

嵐の2008年、国立競技場コンサートでのサポートホーンセクション。
（2008年9月）
- 望月誠人（ヅッキー）（Trombone）/渡辺尚仁（ナベさん）・小出儀嗣（Trumpet）/横山知子（Sax）
- また、ジャニーズ以外でも松浦亜弥のコンサートツアーもサポートしている。

松浦亜弥のコンサートツアーでのサポートホーンセクション。
（2006年9月 - 11月）
- 望月誠人（ヅッキー）（Trombone）/渡辺尚仁（ナベさん）（Trumpet）/森宣之（Sax）

## SPA Strings
TOKIOのコンサートに於ける弦楽四重奏団。
メンバー（2005年2月 - 3月）
- 中村備生・鈴木順子・桑原晴子（バイオリン、3人で交替制）
- 高山裕子・津森奈保子（チェロ、2人で交替制）
- 諏訪有香（バイオリン）、田中詩織（ヴィオラ）

メンバー（2006年2月 - 3月）
- 中村備生（バイオリン）、諏訪有香（バイオリン）、田中詩織（ヴィオラ）、高山裕子（チェロ）

メンバー（2008年3月）
- 浅井眞理（バイオリン）、関野羽純（バイオリン）、田中詩織（ヴィオラ）、友納真緒（チェロ）

メンバー（2008年8月）
- 浅井眞理（バイオリン）、納富彩歌（バイオリン）、田中詩織（ヴィオラ）、友納真緒（チェロ）

## SC△LE（スケール）
ENDLICHERI☆ENDLICHERIの専属バックバンド。 2006年結成。
メンバー
- 西川進（ギター）、ひぐちしょうこ（ドラム、元・speenaのショーコ）、浦嶋りんこ（コーラス） 他多数

## マッキーズ
2006年の堂本光一のソロコンサート「KOICHI DOMOTO CONCERT TOUR 2006 "mirror" 〜The Music Mirrors My Feeling〜」でのバックバンドとして結成。初日の本番直前、音楽監督のマッキー（牧野哲人）が集めたバンドということで、急遽命名された。
ツアー翌年の2007年、村山☆潤・小松崎健太・山崎慶の3人は、新たにギタリストとボーカリストを迎え、Venomstripを結成する。
メンバー
- 大浦佑（ギター、SETUNACREWS）
- 村山☆潤（キーボード、Venomstrip・FLOWER FLOWER）
- 小松崎健太（ベース、Venomstrip・LAST MAY JAGUAR）
- 山崎慶（ドラム、Venomstrip）

## バンドーズ
2012年に行われたKAT-TUNのコンサートツアー「LIVE TOUR 2012 Chain」のバックバンド。後の2014年、大内慶と岸田勇気は、KAT-TUNを脱退した田中聖と共にINKTを結成している。
メンバー
- 大内慶（ギター、INKT）
- 土屋浩一（ギター）
- 岸田勇気（キーボード、INKT）
- 小松崎健太（ベース、Venomstrip、LAST MAY JAGUAR）
- 青山英樹（ドラム、EVER+LAST）